# Мин Чуан Юнивърсити ФК
Мин Чуан Юнивърсити ФК (на английски: Ming Chuan University Football Club) или просто Мин Чуан е тайвански футболен клуб от столицата Тайпе.
Състезават се във висшата лига на Тайван. Мачовете си игаят на общинския стадион в Тайпе с капацитет 20 000 зрители.